# هندسة الأمن
هندسة الأمن هندسة أمن هي إحدى المجالات التخصصية في الهندسة الذي يركز على الجوانب الأمنية في تصميم الأنظمة التي تحتاج أن تكون قادرة على التعامل بصرامة مع المصادر المحتملة للاضطراب، بدءا من الكوارث الطبيعية إلى الأعمال الخبيثة. وهي مماثلة لغيرها من نظم الأنشطة الهندسية في أن الدافع الرئيسي لها, هو دعم تقديم الحلول الهندسية التي تلبي متطلبات وظيفية محددة مسبقا وسهلة الاستعمال، مع بعد مضاف لمنع سوء الاستخدام والسلوك الضار. وكثيرا ما يؤكد على هذه التحديدات والقيود كسياسة أمنية.
بشكل أو بآخر، وجدت هندسة الأمن كحقل دراسة غير رسمي لعدة قرون. على سبيل المثال، كانت تدور حوله مجالات صناعة الاقفال والطباعة السرية Security printing لسنوات عديدة.
بسبب الأحداث الكارثية الأخيرة، وعلى الأخص 11/9، هندسة الأمن أصبحت حقلا مضطرد النمو بسرعة. في الواقع، في تقرير صدر مؤخرا اكتمل في عام 2006، أشارت التقديرات إلى أن صناعة الأمن العالمي تبلغ قيمتها 150 مليار دولار أمريكي.
الهندسة الأمنية تنطوي على جوانب من العلوم الاجتماعية، علم النفس (مثل تصميم نظام 'فشل`ذريع' Fail well بدلا من محاولة القضاء على جميع مصادر الخطأ) والاقتصاد، فضلا عن الفيزياء، والكيمياء، والرياضيات، والهندسة المعمارية والمناظر الطبيعية Landscapingأنظر.
بعض التقنيات المستخدمة، مثل تحليل شجرة خطأ Fault tree analysis، تستمد من هندسة السلامة هندسة وقائية.
التقنيات الأخرى مثل علم التشفير كان مقتصرا في السابق على التطبيقات العسكرية. أحد رواد هندسة الأمن ,كحقل دراسة رسمي, هو روس أندرسون Ross Anderson.

## مقالات ذات صلة
- اقتصاديات الأمن